# Foster and Lloyd
Foster and Lloyd waren ein US-amerikanisches Country-Musik-Duo, bestehend aus Radney Foster (* 20. Juli 1959 in Del Rio, Texas) und Bill Lloyd (* 6. Dezember 1955 in Fort Hood, Texas).

## Erste Schritte
Nach ersten Erfahrungen in kleineren Bands begannen Radney Foster und Bill Lloyd ihrer professionelle Laufbahn Anfang der 1980er Jahre als Songwriter. Beide arbeiteten für denselben Nashviller Musikverlag. Ab 1986 beschlossen sie, gemeinsam zu texten und zu komponieren.

## Karriere
Nach ersten Erfolgen taten sie sich ein Jahr später zu einem Duo zusammen. Ihre erste Single, Crazy Over You, erreichte Platz fünf der Country-Charts. Auch einige Nachfolgeproduktionen schafften hohe Hitparadenplatzierungen.
Ihre selbst produzierten Alben, die durchweg Eigenkompositionen enthielten, waren ebenfalls erfolgreich. Das 1989 erschienene Faster And Llouder schaffte sogar den Crossover in die Popmusik. 1992, nach Fertigstellung ihres dritten Albums, trennte man sich aufgrund musikalischer Differenzen. Foster fühlte sich mehr zum Country hingezogen, Lloyd zur Pop-Musik. Beide versuchten eine Solo-Karriere, wobei Radney Foster eindeutig erfolgreicher war. Bill Lloyd arbeitete schließlich wieder als Songwriter und Studio-Musiker.
Trotz ihrer unbestreitbaren Nähe zum Pop werden Foster and Lloyd mit ihrem Rockabilly-Sound zu den Neuen Traditionalisten gerechnet, die ab Mitte der 1980er Jahre den Niedergang der Country-Musik stoppten und frischen Wind in die Szene brachten. Ähnlich wie das Duo The O’Kanes trugen sie zu einer Anhebung des musikalischen Niveaus bei.

## Alben
- 1987 – Foster and Lloyd
- 1988 – Faster and Llouder
- 1990 – Version of the Truth

## Singles
- 1987 – Crazy over You
- 1987 – Sure Thing
- 1988 – Fair Shake
- 1988 – Texas in 1880
- 1988 – What Do You Want from Me This Time
- 1989 – Before the Heartache Rolls In
- 1989 – Suzette
- 1990 – Is It Love
- 1990 – Can't Have Nothin'